# Amauti

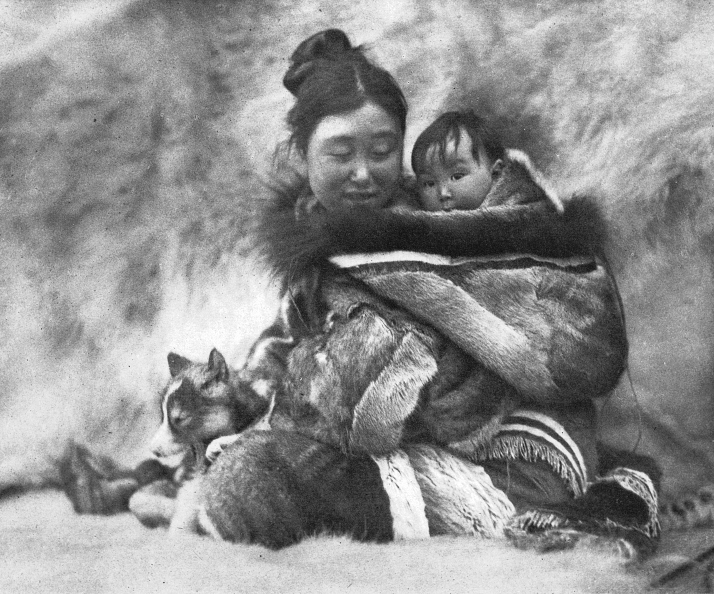
Inuitkvinna med barn i amauti, 1920.

Amauti är en rymlig parkas med lång rygg som används av inuitkvinnor med småbarn i nordöstra Kanada.
Plagget, som rymmer både mor och barn, är försedd med en stor kapuschong och knyts i midjan så att en rymlig ficka bildas på ryggen där barn upp till två års ålder får plats. Spädbarn kan flyttas runt i amautin och ammas utan att tas ur fickan.
En klassisk amauti sys av säl- eller renskinn med pälsen in mot kroppen och kan på vintern kompletteras med ytterligare en parkas med päls på utsidan. De första västerländska avbildningarna av plagget är från 1500-talet då upptäcktsresande och konstnär John White tecknade  en kvinna i amauti och på bilder av den inuitkvinna som Martin Frobisher tog med till England efter sin arktisexpedition 1577.
Nuförtiden sys många amauti i tyg.

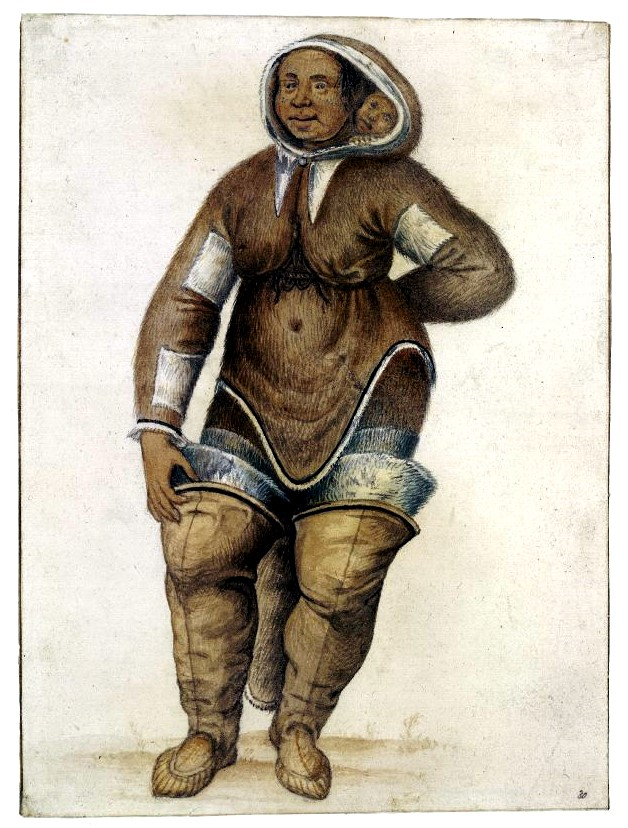
Inuitkvinna med barn i amauti från Martin Frobishers arktisexpedition 1577.
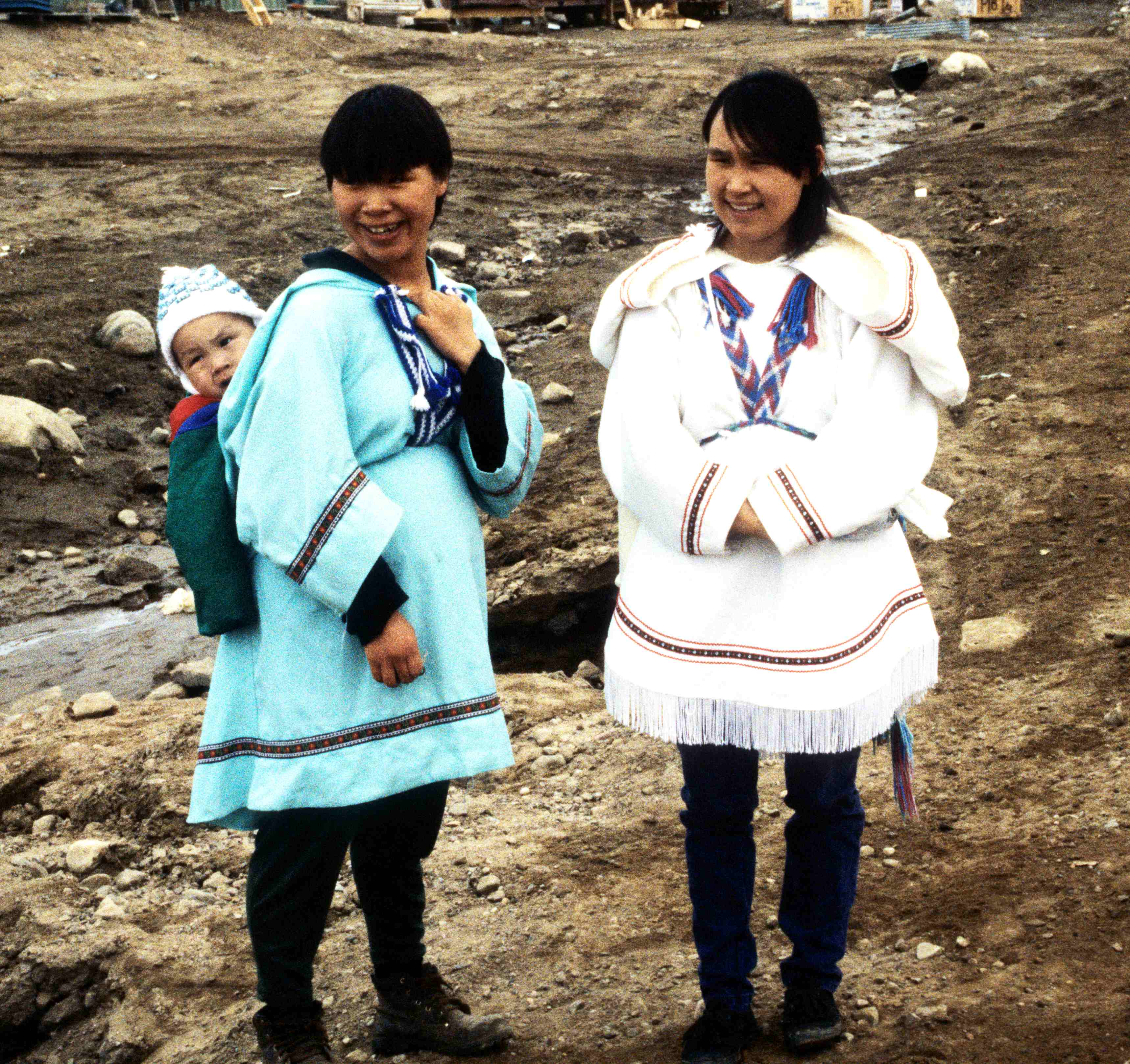
Amauti i tyg för sommarbruk.